# Tony Gervaise
Tony Gervaise (ur. 10 maja 1955 w Paisley) – były szkocki piłkarz i trener kobiecej piłki nożnej. Były menadżer Arsenal Ladies.